# Marian Bielewicz (adwokat)
Marian Bielewicz (ur. 1860 w Poznaniu, zm. po 1938) – prawnik polski, adwokat.

## Życiorys
W 1880 uzyskał świadectwo dojrzałości i rozpoczął studia prawnicze; był słuchaczem uniwersytetów we Wrocławiu i w Berlinie, na tym ostatnim obronił dyplom doktora praw. Aplikację sądową odbywał kolejno w Lesznie, Pile, Bydgoszczy i Poznaniu, w 1888 zdał państwowy egzamin asesorski. Osiadł wówczas w Gdańsku, gdzie przez wiele lat prowadził kancelarię adwokacką. Wśród klientów miał polskich działaczy narodowych z Pomorza, bronił m.in. w procesie w Starogardzie księgarza i drukarza pelplińskiego Edwarda Michałowskiego.
Od 1911 łącznie z praktyką adwokacką wykonywał funkcję notariusza, co dopuszczały regulacje prawne ziem byłego zaboru pruskiego. Cieszył się dużą renomą jako prawnik, jeszcze przed 1914 otrzymał godność radcy sprawiedliwości. Po I wojnie światowej pozostał w Gdańsku i nadal prowadził kancelarię adwokacko-notarialną. W 1919 Naczelnik Państwa Józef Piłsudski powołał go na członka Komisji Kodyfikacyjnej, jednak Bielewicz nominacji nie przyjął.
Był członkiem Towarzystwa Przyjaciół Nauki i Sztuki w Gdańsku. W 1938 obchodził jubileusz 50-lecia pracy zawodowej, co odnotowała w okolicznościowym artykule "Gazeta Sądowa Warszawska". Dalsze losy Bielewicza nie są znane.